# Pionierpokal
Der Pionierpokal war ein in verschiedenen Sportarten organisierter Mannschaftswettbewerb im Kinder- und Jugendsport in der Deutschen Demokratischen Republik (DDR). Die Wettbewerbe fanden auf Bezirks- und nationaler Ebene statt und wurden in einem Ausscheidungsmodus über mehrere Runden ausgetragen. Hinsichtlich der Wertigkeit war der Pionierpokal mit den Bezirks- und DDR-Meisterschaften sowie den entsprechenden Wettkämpfen der Kinder- und Jugendspartakiade vergleichbar. 
In den meisten Sportarten, in denen der Pionierpokal ausgetragen wurde, stellte er ergänzend zu den im Rahmen der Bezirks- und DDR-Meisterschaften sowie den Spartakiaden stattfindenden Einzeldisziplinen den entsprechenden Mannschaftswettbewerb dar. In einigen Bereichen fand er auch zusätzlich zu Mannschaftswettkämpfen statt, die im Rahmen der anderen Veranstaltungsformen durchgeführt wurden.
Der Name des Pionierpokals leitete sich von Pionierorganisation Ernst Thälmann ab, der politischen Massenorganisation für Kinder in der DDR.